# Veliko Selce
'Veliko Selce je naselje u Hrvatskoj u sastavu općine Skrada. Nalazi se u Primorsko-goranskoj županiji.

## Zemljopis
Zapadno su Skrad i Vražji prolaz i Zeleni vir, jugozapadno je Podstena, sjeverozapadno su Planina Skradska, sjeverno-sjeverozapadno je Tusti Vrh, sjeveroistočno su Malo Selce i Brezje Dobransko, jugoistočno su Divjake i Hribac.

## Stanovništvo
| broj stanovnika | 89    | 68    | 75    | 69    | 103   | 97    | 93    | 103   | 99    | 105   | 117   | 118   | 112   | 108   | 84    | 73    | 70    |
|                 | 1857. | 1869. | 1880. | 1890. | 1900. | 1910. | 1921. | 1931. | 1948. | 1953. | 1961. | 1971. | 1981. | 1991. | 2001. | 2011. | 2021. |